# Pawłowo (powiat gnieźnieński)
Pawłowo – wieś w Polsce położona w województwie wielkopolskim, w powiecie gnieźnieńskim, w gminie Czerniejewo.
We wsi stoi drewniany kościół św. Marcina z XVIII wieku.
Wieś duchowna, własność kapituły katedralnej gnieźnieńskiej, pod koniec XVI wieku leżała w powiecie gnieźnieńskim województwa kaliskiego. W latach 1975–1998 miejscowość należała administracyjnie do województwa poznańskiego.

## Urodzeni w Pawłowie
- Paweł Cyms – polski działacz niepodległościowy w okresie międzywojennym, uczestnik powstania wielkopolskiego i III powstania śląskiego, kapitan piechoty Wojska Polskiego[5].

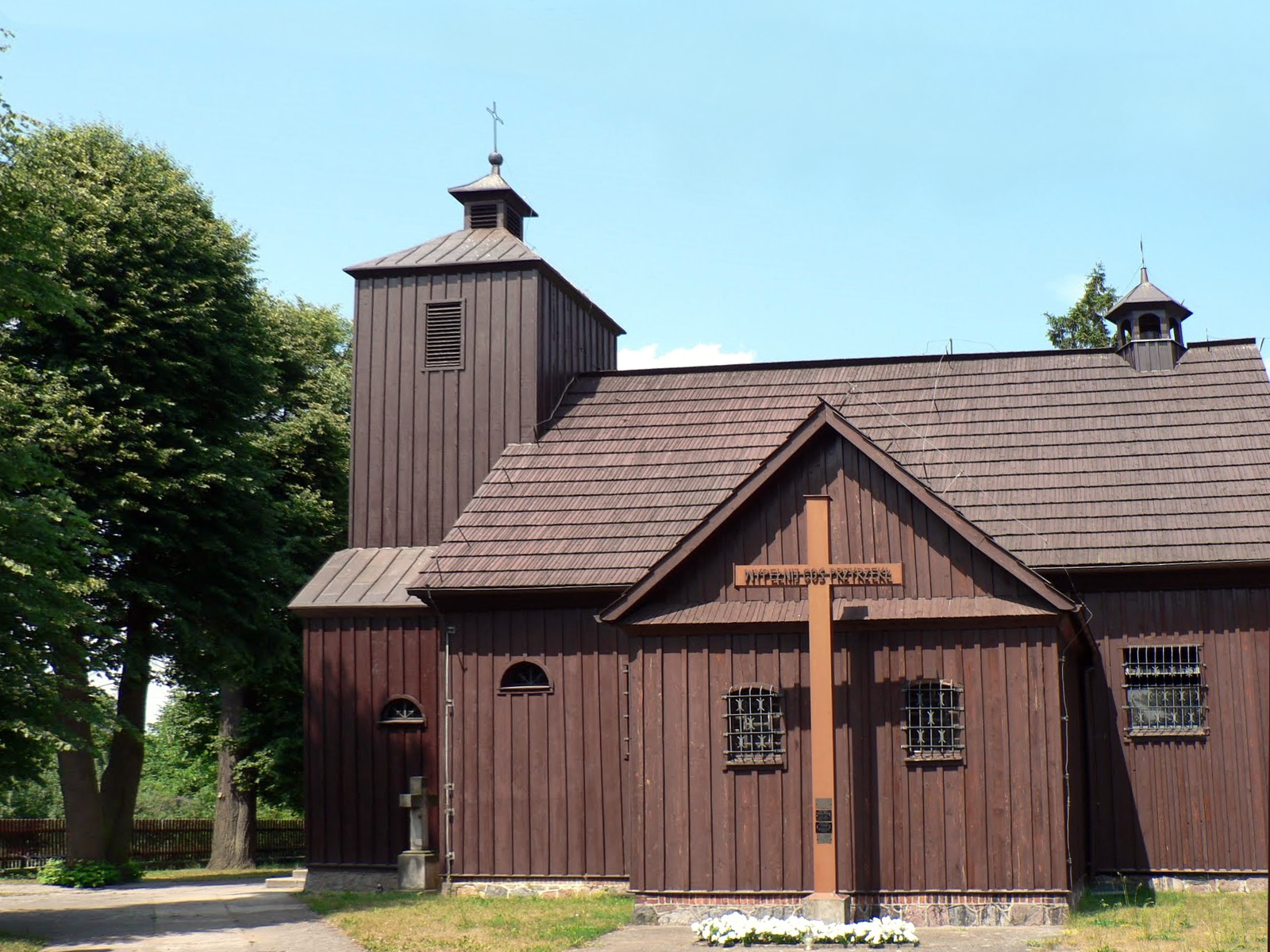
Kościół św. Marcina

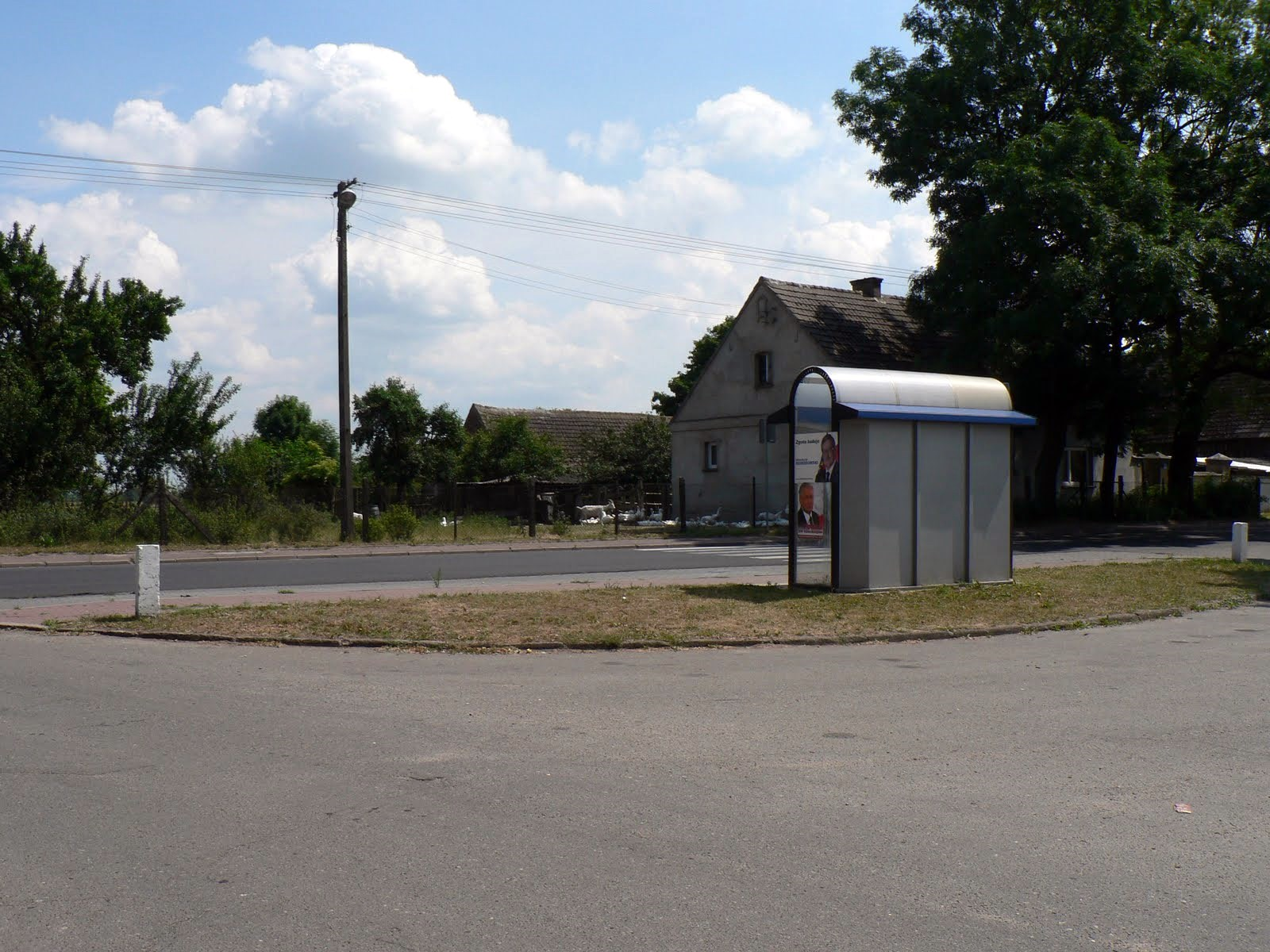
Przystanek PKS obok kościoła